# Circonscription de Yechereka
La circonscription de Yechereka est une des 135 circonscriptions législatives de l'État fédéré Amhara, elle se situe dans la Zone Agew Awi. Son représentant actuel est Yenew Abebe Amare.